# Omeoarco
L'omeoarco (o omeoarcto) è una figura retorica che consiste nell'accostamento di due parole di senso diverso che iniziano con la stessa sillaba.
Esempi:

(Aulularia, Plauto)
(Annales, Tacito)